# سي إس آي: التحقيق في موقع الجريمة
سي اس آي:التحقيق في موقع الجريمة (بالإنجليزية: CSI: Crime Scene Investigation)‏ هو مسلسل تم إنتاجه في الولايات المتحدة. بدأ عرضه في سنة 2000 . بلغ عدد مواسم المسلسل 13 مواسم، كما بلغ عدد حلقاته 292 حلقة، وتبلغ مدة الحلقة الواحدة 45 دقيقة. ومن بطولة مارج هيلجنبرجر. تم بث المسلسل لأول مرة بتاريخ 6 أكتوبر 2000.

## القصة
تدور احداث المسلسل حول فرقة تحل الجرائم التي تحدث ليلاً من خلال مناوبة هذا الفريق يستخدم الفريق الطب الشرعي والأدلة التي يعُثر عليها بمسرح الجريمة.

## الممثلون والشخصيات
- مارج هيلجنبرجر
- إيدي غانم

## وصلات خارجية
- سي إس آي: التحقيق في موقع الجريمة على موقع IMDb (الإنجليزية)
- سي إس آي: التحقيق في موقع الجريمة على موقع ميتاكريتيك (الإنجليزية)
- سي إس آي: التحقيق في موقع الجريمة على موقع روتن توميتوز (الإنجليزية)
- سي إس آي: التحقيق في موقع الجريمة على موقع أول موفي (الإنجليزية)
- سي إس آي: التحقيق في موقع الجريمة على موقع فيلمافينيتي (الإسبانية)
- سي إس آي: التحقيق في موقع الجريمة على موقع كينوبويسك (الروسية)
- سي إس آي: التحقيق في موقع الجريمة على موقع ألو سيني (الفرنسية)
- سي إس آي: التحقيق في موقع الجريمة على موقع قاعدة بيانات الفيلم (الإنجليزية)
- الموقع الإلكتروني